# Charlotte Beaudoin Pelletier
Pour les articles homonymes, voir Beaudoin et Pelletier (homonymie).
 (octobre 2021).
Charlotte Beaudoin Pelletier est une cinéaste de courts métrages de fiction et d'animation indépendants québécoise née en 1991 à Montréal. Jusqu'en 2010, elle a coréalisé des films avec Philippe Toupin,,.

## Filmographie
- 2009 : Le Septième écart[5]
- 2010 : Cars'n fuck[6]
- 2010 : L'Enfant de l'espérance de l'immaculée[7]
- 2010 : Two Horrifying Tales to Be Scared On Halloween[8]
- 2010 : L'Homme barbelés[9]
- 2010 : Oli-Doli[10]
- 2011 : De Festiviteiten (Les Réjouissances[11])

## Récompenses et nominations
L'Enfant de l'espérance de l'immaculée (2010)
- Festival des films de la relève 2011[12]:

Grand prix du jury Radio-Canada International 
Two Horrifying Tales to Be Scared On Halloween (2010)
- Festival Fantasia 2011[13],[14],[15] : sélection officielle
- Sacramento Horror Film Festival 2011[16],[17] : sélection officielle
- Horrorvision Festival 2011[18] : compétition officielle
- Cine de Alcantarilla 2012[19] : compétition officielle